# Garland O'Shields
Garland Lee "Mule" O'Shields (Spartanburg, Carolina del Sur; 23 de mayo de 1921-Houston, Texas, 17 de enero de 2001) fue un jugador de baloncesto y de béisbol estadounidense que disputó una temporada en la BAA, además de jugar en la NBL y la NYSPL. Con 1,85 metros de estatura, jugaba en la posición de escolta, mientras que como beisbolista hacía las funciones de shortstop.

## Trayectoria deportiva

### Universidad
Tras pasar por el Spartanburg Junior College, jugó durante su etapa universiaria con los Volunteers de la Universidad de Tennessee, siendo el primer jugador de dicha institución en llegar a jugar en la BAA o la NBA. Fue el capitán del equipo en 1945 y 1946, y fue elegido en 1945 en el mejor quinteto de la Southeastern Conference tras promediar 5,9 puntos por partido.

### Profesional
En 1946 fichó por los Chicago Stags de la recién creada BAA, con los que disputó nueve partidos, promediando 0,4 puntos. De ahí pasó a los Syracuse Nationals de la NBL, donde únicamente disputó cinco partidos, en los que promedió 1,4 puntos.
En 1947 fichó por los Mohawk Redskins de la liga menor New York State Basketball League, llegando a disputar el All-Star Game en el que fue el máximo anotador de su equipo, con 15 puntos.

#### Estadísticas en la BAA

##### Temporada regular
| Temporada | Edad | Equipo        | Liga | Pos. | P | TC  | TCA | %TC  | TL  | TLA | %TL  | ASIS | FP  | PTS |
| 1946-47   | 25   | Chicago Stags | BAA  |      | 9 | 0.2 | 1.2 | .182 | 0.0 | 0.2 | .000 | 0.1  | 0.9 | 0.4 |
| Total     |      |               | BAA  |      | 9 | 0.2 | 1.2 | .182 | 0.0 | 0.2 | .000 | 0.1  | 0.9 | 0.4 |

### Béisbol
Llegó a jugar esporádicamente a béisbol en 1946 con los Knoxville Smokies de las Ligas Menores, haciéndolo en la posición de shortstop.